# Maciej Lampe

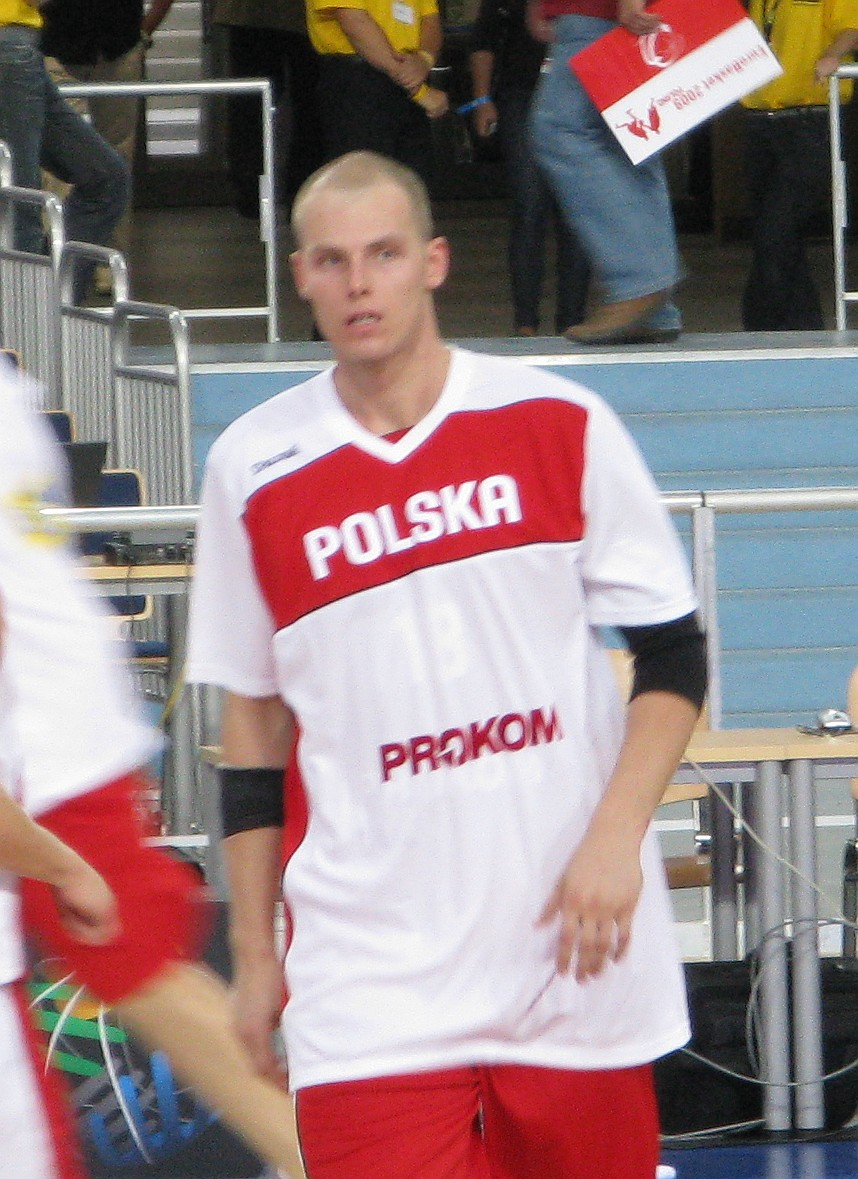
Maciej Lampe i polska landslaget, 2009.

Maciej Bolesław Lampe, född den 5 februari 1985 i Łódź, är en svensk-polsk basketspelare.
Han växte upp i Stockholm där han inledde sin karriär i Polisen Basket (numera Hammarby basket). Lampe har även spelat i NBA och tillhör nu den kinesiska klubben Shenzen Leopards. Han är 211 cm lång.
Maciej är både polsk och svensk medborgare.

### Fotnoter
1. ↑  ”Maciej Lampe, NBA”. NBA. http://www.nba.com/historical/playerfile/index.html?player=maciej_lampe. Läst 20 januari 2013.

### Webbkällor
Den här artikeln är helt eller delvis baserad på material från engelskspråkiga Wikipedia, tidigare version.